# 2003 YZ179
2003 YZ179, também escrito como 2003 YZ179, é um objeto transnetuniano que está localizado no Cinturão de Kuiper, uma região do Sistema Solar. Este corpo celeste é classificado como um cubewano. Ele possui uma magnitude absoluta de 7,6 e tem um diâmetro estimado com 133 km.

## Descoberta
2003 YZ179 foi descoberto no dia 24 de dezembro de 2003.

## Órbita
A órbita de 2003 YZ179 tem uma excentricidade de 0,115 e possui um semieixo maior de 43,187 UA. O seu periélio leva o mesmo a uma distância de 41,720 UA em relação ao Sol e seu afélio a 48,148 UA.